# Sileti

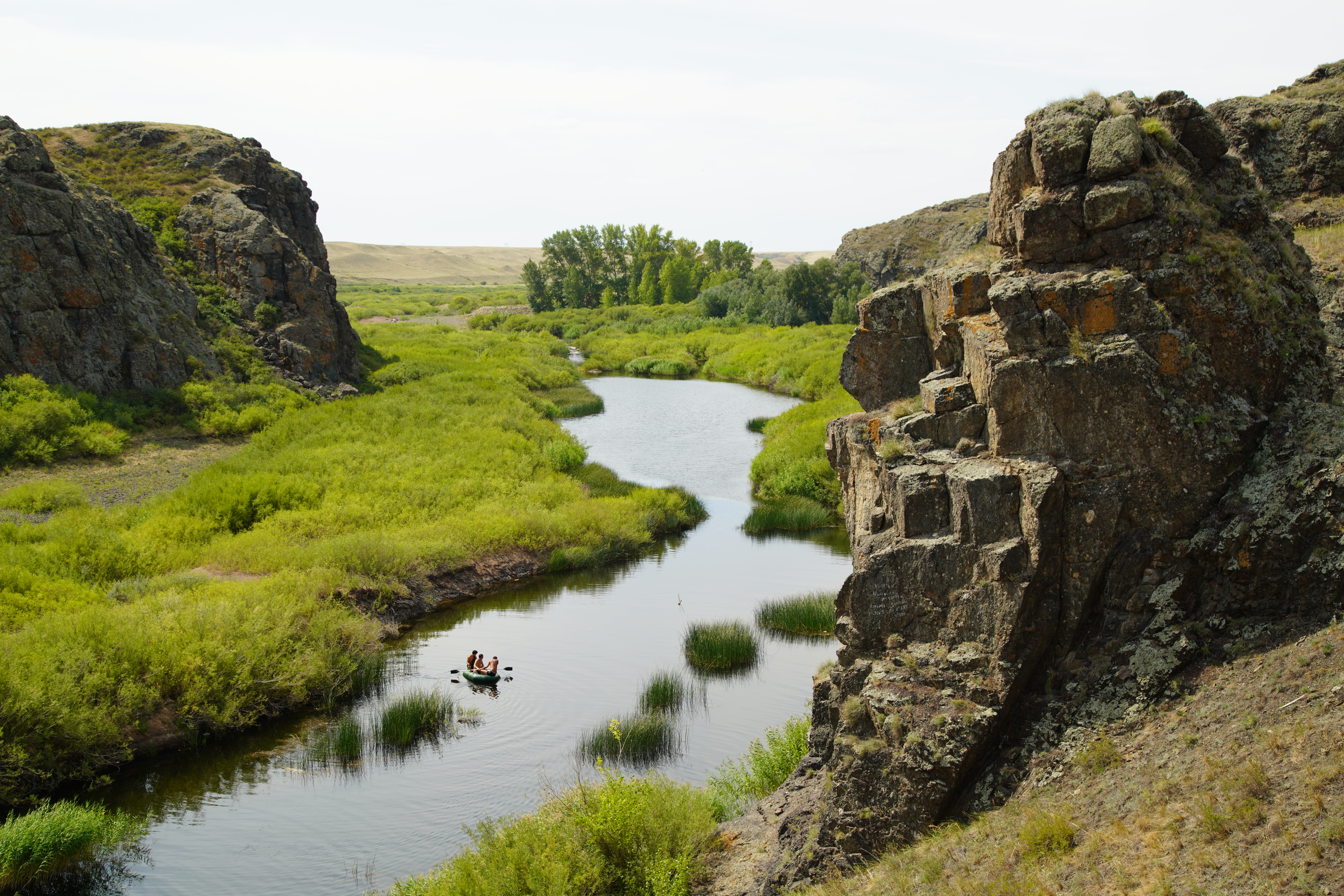
Sileti (2020)

Der Sileti (kasachisch Сілеті; russisch Селеты Selety) ist ein endorheischer Fluss in Kasachstan.
Der Fluss entspringt östlich von Astana im zentralen Bereich der Kasachischen Schwelle. Von dort fließt er in nördlicher Richtung durch das Westsibirische Tiefland. Der Fluss erreicht schließlich das Sumpfgebiet im Umkreis des abflusslosen Sees Siletitengis. Während des Frühjahrshochwassers (95 % des Jahresabflusses) fließt das Flusswasser in den See. Der Sileti hat eine Länge von 407 km. Sein Einzugsgebiet umfasst 18.500 km². Im Sommer fallen Teile des Flusslaufs trocken. Der mittlere Abfluss am Pegel Iljinskoje beträgt 5,8 m³/s.
Zwischen Ende Oktober / Mitte November gefriert der Fluss. Ende März / Anfang April ist er wieder eisfrei. In manchen Wintern gefriert der Fluss bis zum Grund. Das Flusswasser wird zur Bewässerung und zur Trinkwasserversorgung genutzt.